# Aruiteru
Singles de Morning Musume
Ambitious! (...)
(21 juin 2006) Egao Yes Nude
(14 février 2007)
Singles par Morning Musume Tanjō 10nen Kinentai
Bokura ga Ikiru My Asia
(24 janvier 2007)
Aruiteru (歩いてる, "Marcher") est le 31e single du groupe de J-pop Morning Musume.

## Présentation
Le single sort le 8 novembre 2006 au Japon sur le label zetima. Il est écrit, composé et produit par Tsunku. Il atteint la 1re place du classement des ventes de l'Oricon, et reste classé neuf semaines, se vendant à 55 694 exemplaires durant cette période.
C'est le premier single du groupe à sortir également dans deux éditions limitées notées "A" et "B", avec des pochettes différentes : l'édition "A" contient en supplément un DVD avec une version alternative du clip vidéo de la chanson, alors que l'édition "B" contient en supplément un livret de 36 pages. Le single sort aussi au format "single V" (DVD contenant le clip vidéo) une semaine plus tard.
C'est le premier single du groupe sorti après les départs de Asami Konno et Makoto Ogawa, qui l'ont quitté l'été précédent pour continuer leurs études. 
C'est son premier single no 1 depuis As For One Day sorti trois ans et demi auparavant, et c'est donc le premier single no 1 pour les membres des 6e et 7e "générations". Il lui permet de battre le record du nombre de singles no 1 obtenus par un groupe féminin, précédemment détenu par le duo Pink Lady dans les années 1970.
La chanson-titre figurera sur le mini-album de Noel 7.5 Fuyu Fuyu Morning Musume Mini! qui sort le mois suivant, puis dans une version légèrement différente sur le 8e album du groupe, Sexy 8 Beat de 2007. Elle sera reprise peu après par Sharam Q, le propre groupe de Tsunku, qui la sortira à son tour en single trois semaines après, le 29 novembre 2006, se classant 30e à l'oricon. Sept ans plus tard, elle sera ré-enregistrée en solo par l'une des membres, Sayumi Michishige, pour figurer sur l'album "best of" The Best! ~Updated Morning Musume~ de 2013.

## Formation
Membres du groupe créditées sur le single :
- 4e génération : Hitomi Yoshizawa
- 5e génération : Ai Takahashi, Risa Niigaki
- 6e génération : Miki Fujimoto, Eri Kamei, Sayumi Michishige, Reina Tanaka
- 7e génération : Koharu Kusumi

## Titres
Single CD
1. Aruiteru (歩いてる?)
2. Odore! Morning Curry (踊れ！モーニングカレー?)
3. Aruiteru (Instrumental) (歩いてる...?)

DVD de l'édition limitée "A"
1. Aruiteru (Walk Ver.) (歩いてる...?)

Single V (DVD)
1. Aruiteru (歩いてる?)
2. Aruiteru (Close-up Ver.) (歩いてる..?)
3. Making Eizo (メイキング映像?)

Single de Sharam Q
1. Aruiteru (歩いてる?)
2. Chanrari Chanrirara (チャンラリ チャリララ?)
3. Aruiteru (Instrumental) (歩いてる?)